# EuroMed
Pour les articles homonymes, voir Euromed, Club Med (homonymie) et Med.
Ne doit pas être confondu avec Union pour la Méditerranée.
EU Med ou EuroMed 9 ou encore MED9 (auparavant EuroMed 7 ou Med 7) est un groupe informel créé en 2013 et regroupant neuf pays méditerranéens membres de l'Union européenne : la France, l'Italie, l'Espagne, le Portugal, la Grèce, Chypre, Malte et, depuis 2021, la Slovénie et la Croatie.
L'alliance regroupe des pays de culture gréco-latine, dont le Portugal, nation sans côte méditerranéenne.
L'émergence de ce groupe peut s'expliquer par les similitudes des modèles d'État, économique et social et la proximité culturelle de ses membres.
Les objectifs de l'EuroMed sont :
- de créer une alliance du Sud ;
- de promouvoir des politiques économiques de relance[1] ;
- de faire entendre parmi d'autres, la voix singulière des pays du sud de l'Europe[2].

## Historique des rencontres
| Date              | Lieu de rencontre  | Objectif |
| ----------------- | ------------------ | --- |
| 9 septembre 2016  | Athènes, Grèce     | Créer une alliance du Sud et promouvoir des politiques économiques de relance. |
| 28 janvier 2017   | Lisbonne, Portugal | Concerter les positions en vue des sommets de l'UE et réfléchir à l'avenir de l'UE. |
| 10 avril 2017     | Madrid, Espagne    | Réaffirmer la volonté d'approfondir l'Union malgré le retrait britannique. Esquisser une vision commune de l'Union européenne post-brexit. |
| 10 janvier 2018   | Rome, Italie       | Protéger les frontières externes, renforcer la sécurité, gérer la crise migratoire, stimuler la croissance et réformer la convention de Dublin |
| 29 janvier 2019   | Nicosie, Chypre    | Aborder les grands défis de l'Europe : immigration, Brexit, réunification de Chypre |
| 14 juin 2019      | La Valette, Malte  | - Trouver un accord sur un objectif zéro carbone pour l'Union européenne. - Approuver le principe d’un salaire minimal et d’un bouclier social de base dans chaque pays européen, ainsi que d’un budget d’intervention pour la zone euro |
| 10 septembre 2020 | Ajaccio, France    | - Défendre les positions européennes de la Grèce et de Chypre en Méditerranée orientale vis-à-vis de la Turquie. - Discuter de la mission Irini, mise en place pour intensifier l'embargo sur les armes imposé par les Nations unies en Libye. |
| 17 septembre 2021 | Athènes, Grèce     | - Développer la coopération dans la lutte contre le réchauffement climatique. - Développer les initiatives communes de sécurité et de défense dans l'Union européenne. - Aborder la question de la migration après la prise de Kaboul par les talibans. - Renforcer la paix et la stabilité en Méditerranée orientale et centrale, notamment en Syrie, au Liban et en Tunisie, en plus de la question chypriote. |
| 11 octobre 2024   | Pafos, Chypre      | Conflit au Moyen-Orient, immigration. |

## Caractéristiques des pays
| Pays               | Capitale   | Superficie (km2) | Population (2023) | PIB nominal par habitant ($) (2021) | PIB (milliards de $) (2022) | Devise     | IDH (2018) |
| ------------------ | ---------- | ---------------- | ----------------- | ----------------------------------- | --------------------------- | ---------- | ---------- |
| France             | Paris      | 672 369          | 67 676 802        | 45 028                              | 2 950,00                    | Euro (EUR) | 0,903      |
| Italie             | Rome       | 301 336          | 58 870 762        | 35 584                              | 2 010,431                   | Euro (EUR) | 0,895      |
| Espagne            | Madrid     | 505 370          | 47 519 628        | 30 536                              | 1 397,509                   | Euro (EUR) | 0,905      |
| Portugal           | Lisbonne   | 92 090           | 10 247 605        | 23 186                              | 251,94                      | Euro (EUR) | 0,866      |
| Grèce              | Athènes    | 131 957          | 10 341 277        | 20 408                              | 219,06                      | Euro (EUR) | 0,887      |
| Chypre             | Nicosie    | 9 251            | 1 260 138         | 28 340                              | 27,72 (2021)                | Euro (EUR) | 0,896      |
| Malte              | La Valette | 316              | 535 064           | 31 996                              | 14,51 (2018)                | Euro (EUR) | 0,918      |
| Slovénie           | Ljubljana  | 20 273           | 2 119 675         | 26 234                              | 61,53 (2021)                | Euro (EUR) | 0,918      |
| Croatie            | Zagreb     | 56 594           | 4 008 617         | 14 816                              | 70,96                       | Euro (EUR) | 0,858      |
| Ensemble EuroMed 7 |            | 1 712 689        | 196 451 276       | 27 704                              | 7091,11                     |            |            |
| Ensemble EuroMed 9 |            | 1 789 556        | 202 579 169       | 28 044[Quoi ?]                      | 7 223,6                     |            |            |

## Histoire
Le groupe a été créé de manière informelle le 17 décembre 2013 à Bruxelles à l'initiative des ministres des Affaires étrangères de Chypre et d'Espagne afin de créer une coordination sur les questions d'intérêt commun au sein de l'UE.
Il a été décidé que le groupe tiendrait une réunion annuelle au niveau ministériel. La première réunion ministérielle devait avoir lieu en Grèce en 2014, pendant la présidence grecque du Conseil, mais elle s'est tenue le 14 avril à Alicante,,.
La deuxième réunion a eu lieu en février 2015 à Paris. La troisième réunion ministérielle du groupe méditerranéen s'est tenue à Chypre en février 2016, en présence du secrétaire général de l'Union pour la Méditerranée (UpM), Fathallah Sijilmassi. Les ministres des affaires étrangères ont discuté des questions de sécurité et de stabilité en Afrique du Nord et au Moyen-Orient, ainsi que de la gestion de la crise migratoire.

## Compléments